# Jan Carnelutti
Jan Carnelutti, slovenski entomolog, * 30. januar 1920, Ljubljana, † 8. november 2012.
Za naravo, predvsem pa žuželke, se je zanimal že kot šolar. Osnovno šolo je končal v Cerknici, kjer je imel njegov oče farmacijo, srednjo šolo pa na ljubljanski realki. Leta 1940 je po družinski tradiciji vpisal študij farmacije na Univerzi v Beogradu. Po prekinitvi zaradi druge svetovne vojne ga je nadaljeval na Univerzi v Zagrebu, kjer je diplomiral leta 1951. Po tistem je presedlal na že leta 1940 začeti študij biologije na Univerzi v Ljubljani, kjer je leta 1960 diplomiral in leta 1981 še doktoriral s tezo Horološka, ekološka in zoogeografska analiza makrolepidopterov slovenskega ozemlja.
Vso kariero, od 1954 do upokojitve leta 1992, je bil znanstveni sodelavec Biološkega inštituta Jovana Hadžija SAZU, kot entomolog - lepidopterolog. Posvečal se je favni metuljev Jugoslavije, posebej Slovenije, pa tudi sosednjih dežel, in na inštitutu ustvaril obsežno zbirko primerkov. Aktiven je bil tudi kot mentor mladim entomologom in organizator entomološke dejavnosti - sprva kot pobudnik ustanovitve Slovenskega entomološkega društva in kasneje kot njegov dolgoletni predsednik, nekaj let pa je predsedoval tudi Jugoslovanskemu entomološkemu društvu.
Poleg entomologije se je aktivneje posvečal še športu, predvsem planinstvu, in glasbi. Nekaj let po vojni se je celo preživljal kot jazz trobentač.